# Emery Roth
Pour les articles homonymes, voir Roth.
Emery Roth, né en 1871 à Gálszécs, Comitat de Zemplin, Hongrie (maintenant devenue Slovaquie), et mort le 20 août 1948 à New York est un architecte américain. Il a réalisé de nombreux bâtiments et hôtels de New York.
Au début de sa carrière, il est influencé par l'Art nouveau, par exemple pour la construction du Belleclaire Hotel (situé à l'angle de Broadway et de la 77e rue) en 1901-1903. Mais il a surtout marqué son temps par des immeubles de style Art déco des années 1920 et 1930, dont le San Remo, l'Eldorado et le Beresford, qui dominent la bordure occidentale de Central Park.
On lui doit également les Normandy Apartments (140 Riverside Drive, entre les 86e et 87e rues), et la synagogue Adath Jeshurun de Jassy à Manhattan.

## Emery Roth & Sons
En 1947, un an avant sa mort et bien que ses deux fils aient rejoint son cabinet depuis des années, il change le nom de sa compagnie pour « Emery Roth & Sons ». La firme construira des dizaines d'immeubles de bureaux à New York. Elle participe à la conception du fameux MetLife Building (1963), du World Trade Center (1966–1973) et du Citicorp Center (1977).

## Galerie

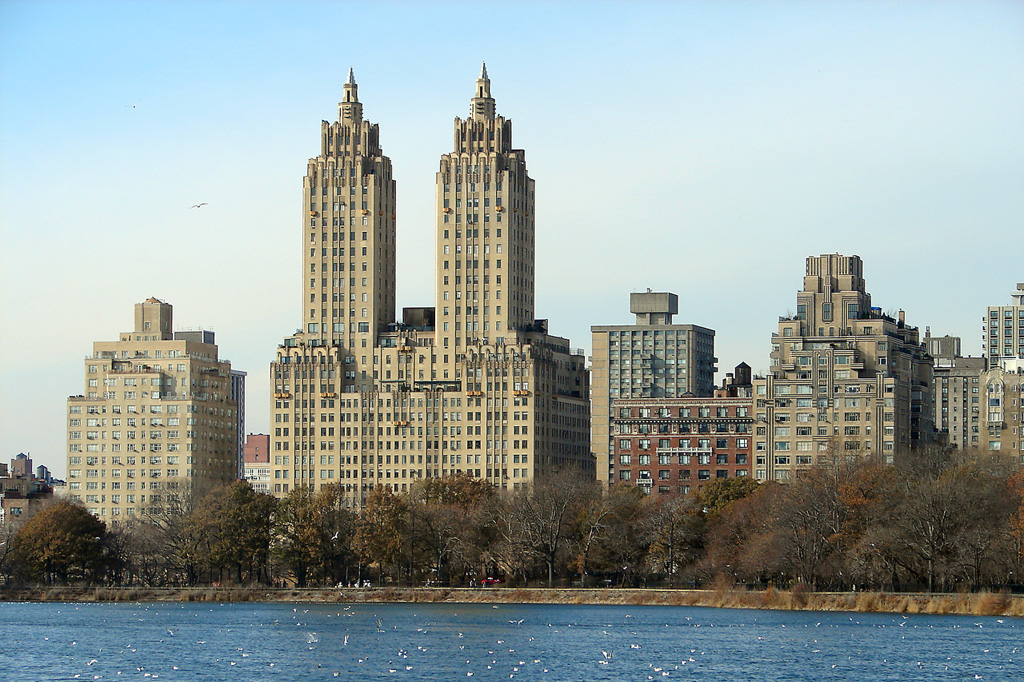
L'Eldorado
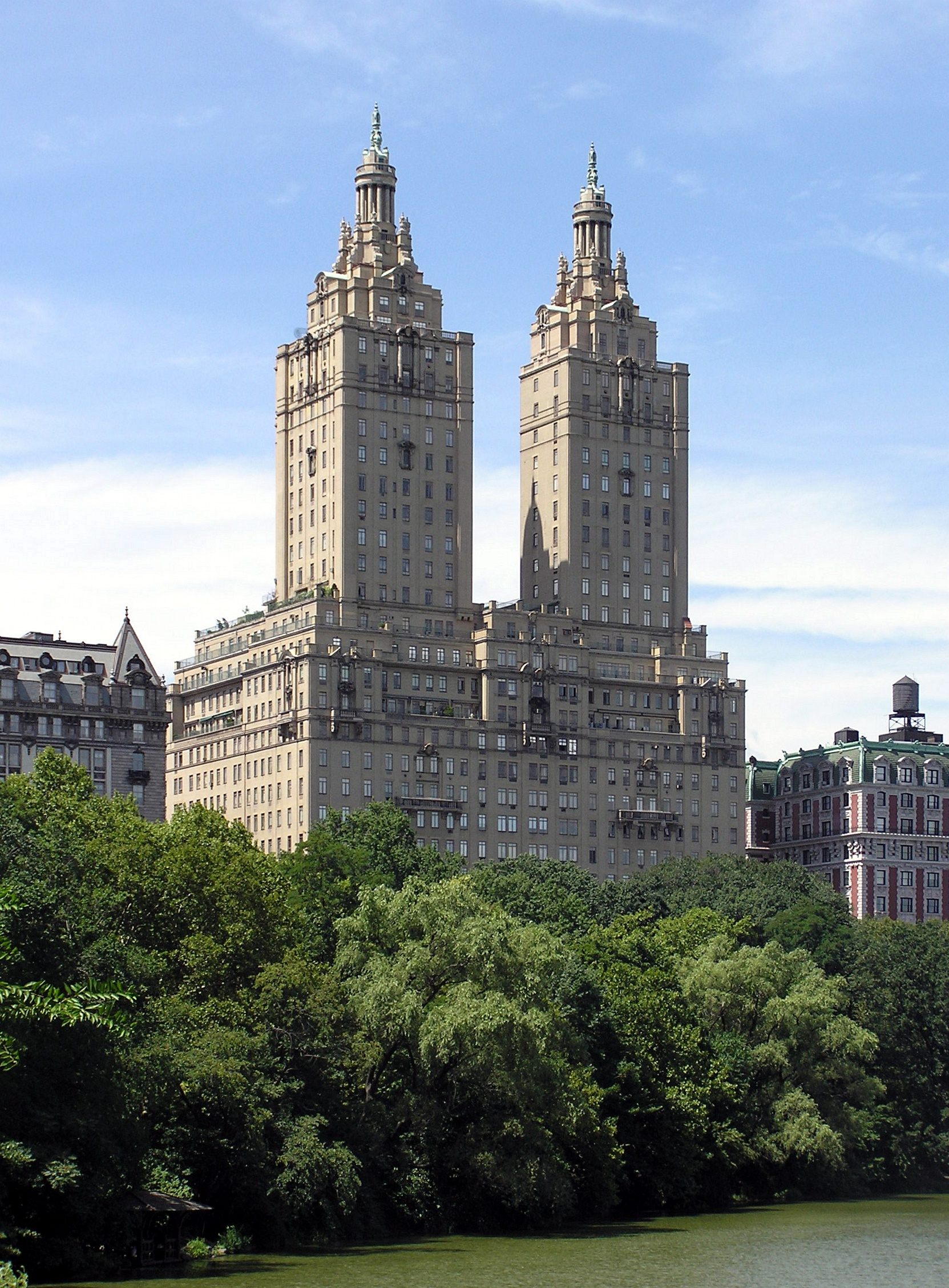
Le San Remo
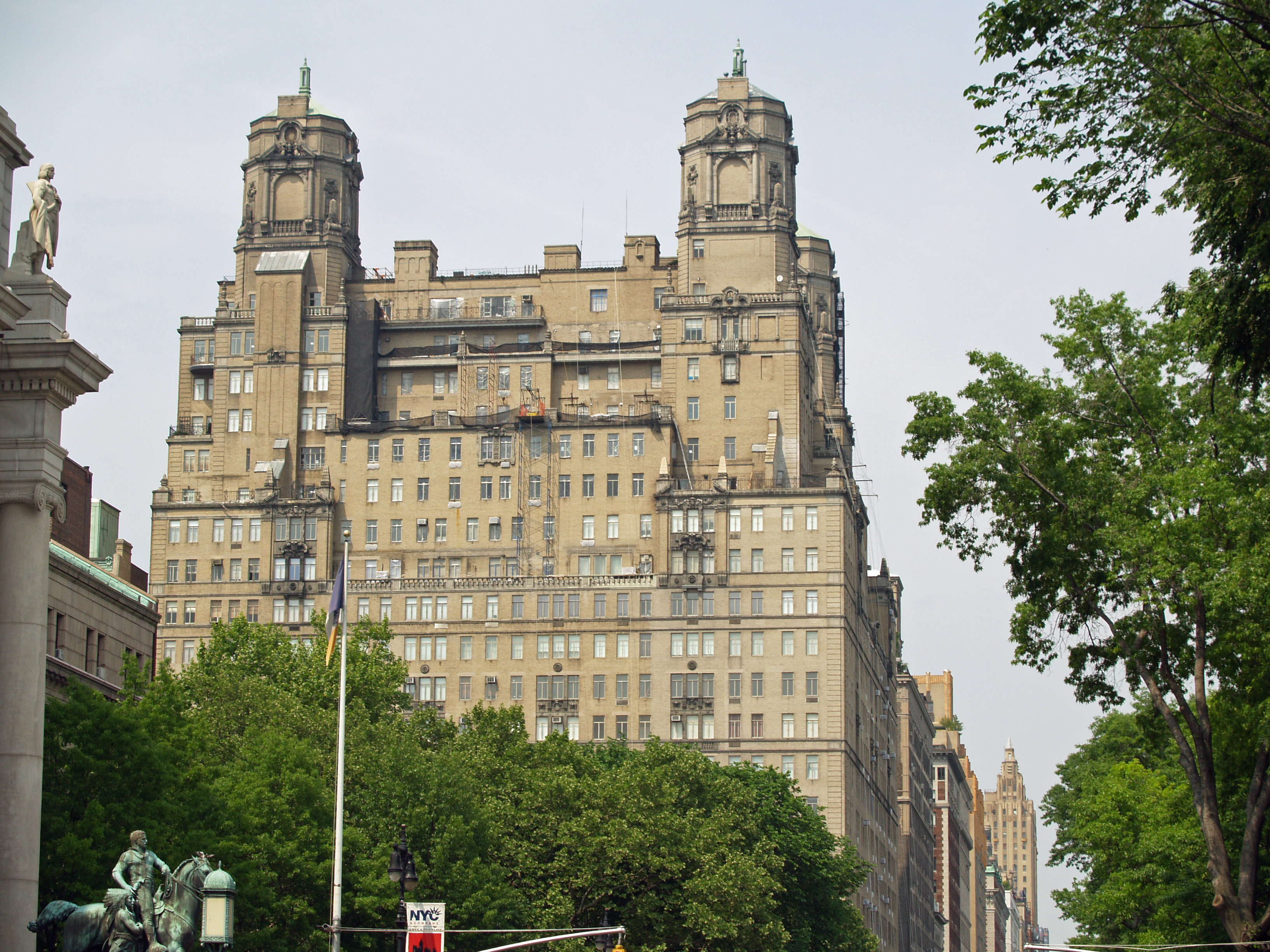
Le Beresford